# Juniperus horizontalis
Juniperus horizontalis (яловець повзучий) — вид хвойних рослин родини кипарисових.

## Поширення, екологія
Країни проживання: Канада (Альберта, Британська Колумбія, Лабрадор, Манітоба, Ньюфаундленд, Північно-західні території, Нова Шотландія, Онтаріо, Квебек, Саскачеван, Юкон); США (Колорадо, Іллінойс, Айова, Массачусетс, Мічиган, Міннесота, Монтана, Нью-Йорк, Північна Дакота, Південна Дакота, Вермонт, Вісконсин, Вайомінг). Цей сланкий чагарник зустрічається в різноманітних місцях проживання, як правило, на більш-менш відкритому ґрунті; на піщаних пляжах і в піщаних дюнах, на сухих кам'янистих схилах і оголеннях порід, вапнякових хребтах, на сухих пустках, луках (преріях), відкритих болотах, болотно-лісистій місцевості, біля струмків, часто утворюючи широкі клапті. Висотний діапазон становить від 10 м до 1160 м над рівнем моря.

## Морфологія

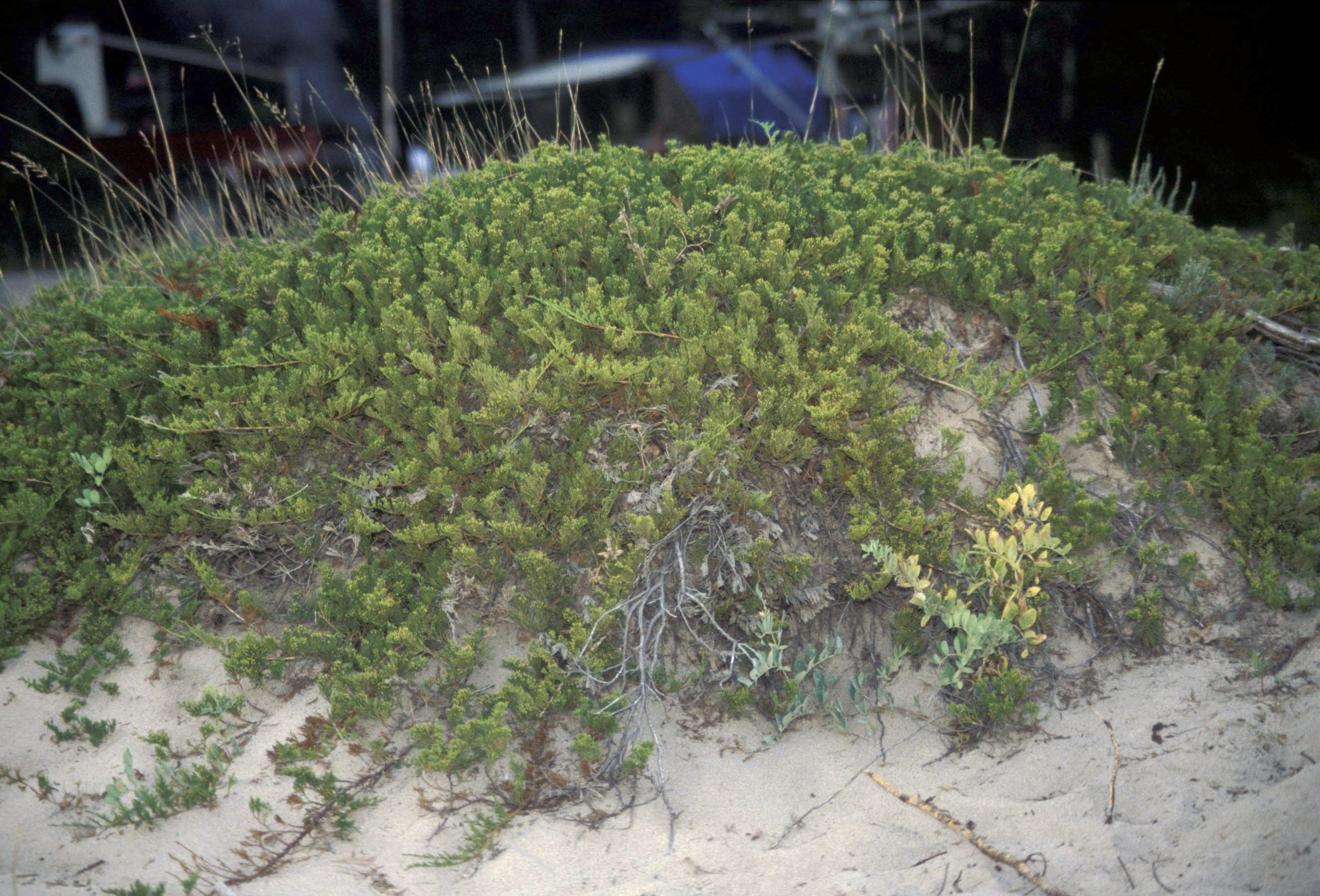
рослина вкриває пляжну піщану дюну

Кущ дводомний, досягає тільки 10–30 см у висоту, але часто поширюється на кілька метрів довкола. Кора коричнева, відлущується на тонкі смужки. Гілки повзучі. Листки зелені, але стаючи червонувато-фіолетовими взимку, батогоподібні листки 4–8 мм, лускоподібні листки 1,5–2 мм. Шишки в основному зріють 2 роки, від кулястих до яйцеподібних, 5–7 мм, від синьо-чорного до коричнево-синього кольору, коли зрілі, злегка сизуваті, м'які і смолисті, з 1–2(3) насінинами. Насіння 4–5 мм. 2n = 22.

## Використання
Це бажаний вид для садівництва від прохолодно-помірних до холодних регіонів, з 1830 року відомий в культурі в Англії. У даний час відомі численні садові форми (сорти), обрані як в Європі так і в Північній Америці і широко використовуються в садах і парках. Він робить чудову ґрунтопокривну роботу на піщаних ґрунтах і в рокаріях.

## Загрози та охорона
Ніяких конкретних загроз не було визначено для цього виду. Багато субпопуляцій у Канаді перебувають в охоронних районах.